# 埃朗
埃朗（法語：Élan，法語發音：[elɑ̃] ⓘ）是法国大東部大區阿登省的一个旧市镇，属于沙勒维尔-梅济耶尔区。2019年，埃朗与市镇弗利兹、巴莱沃和比茨和布唐库尔合并为新的弗利兹。

## 地理
埃朗（49°39'49"N, 4°45'20"E）面积9.86 平方千米，位于法国大東部大區阿登省，该省份为法国北部内陆省份，西接埃纳省，南至马恩省，东临默兹省，北与比利时接壤。
与埃朗接壤的市镇（或旧市镇、城区）包括：巴莱沃和比茨、布唐库尔、埃特雷皮尼、萨波涅和弗谢尔、桑格利、旺德雷斯。
埃朗的时区为UTC+01:00、UTC+02:00（夏令时）。

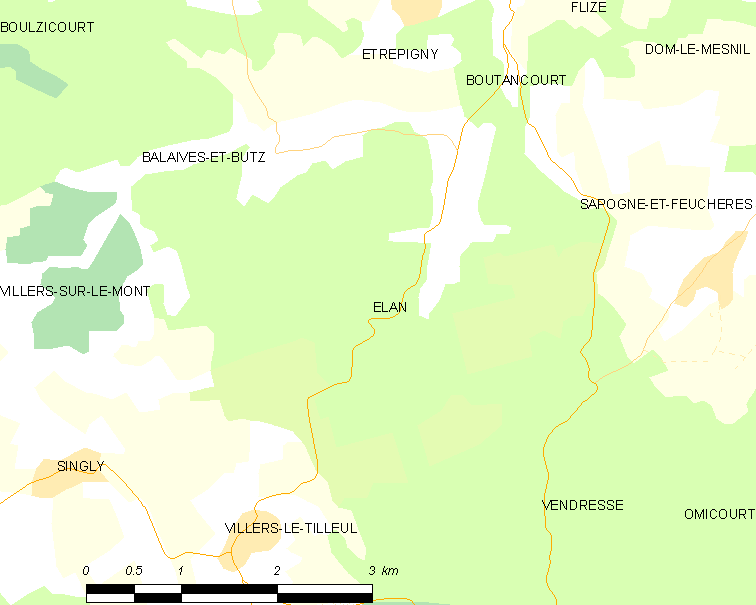
埃朗的OSM定位图

## 行政
埃朗的邮政编码为08160，INSEE市镇编码为08152。

## 政治
埃朗所属的省级选区为默兹河畔努维永县。

## 人口

1962-2008年间埃朗人口变化图示

埃朗于2018年1月1日时的人口数量为75人。